# Zbysław (Gostkowo)
Zbysław – przysiółek wsi Gostkowo w Polsce, położony w województwie pomorskim, w powiecie bytowskim, w gminie Bytów, na Pojezierzu Bytowskim, na południowych obrzeżach Parku Krajobrazowego Dolina Słupi, w pobliżu drogi wojewódzkiej 212. Wchodzi w skład sołectwa Gostkowo. 
W latach 1975–1998 przysiółek administracyjnie należał do województwa słupskiego.
Na północ od Zbysławia znajduje się rezerwat przyrody Gołębia Góra.